# Legrandita
La legrandita es un mineral arseniato, por tanto dentro de la clase de los minerales fosfatos. Fue descubierta en 1932 en la mina Flor de Peña de Lampazos de Naranjo, en el Estado de Nuevo León, localizándose también en la mina Ojuela de la localidad de Mapimí, en el estado de Durango (México), siendo nombrada en honor del ingeniero de minas belga LeGrand, el primero que lo describió.

## Características químicas
Es un arseniato de cinc hidroxilado e hidratado. 

## Formación y yacimientos
Aparece como mineral secundario poco común de las zonas de oxidación de los yacimientos de minerales de cinc y arsénico explotados como mena de metal de cinc. También se ha encontrado pero muy raro en pegmatitas de granito.
Suele encontrarse asociado a otros minerales como: adamita, paradamina, köttigita, escorodita, smithsonita, leiteíta, renierita o farmacosiderita.